# Szász Béla (szerkesztő)
Szász Béla (fordítói álnevei: Szász F. Béla, Vári Albert; Nagyenyed, 1926. február 24. – Bukarest, 2000. szeptember 3.) erdélyi magyar szerkesztő, műfordító.

## Életútja, munkássága
Iskoláit szülővárosában, a Bethlen Gábor Kollégiumban végezte, a BBTE Nyelvtudományi Karán levelező hallgatóként magyar nyelv- és irodalom szakos diplomát szerzett (1964). A bukaresti Ifjúsági Könyvkiadó magyar szerkesztőségében 1951–52-ben előbb fordító, majd szerkesztő, 1952–58 között a magyar szerkesztőség vezetője; utána 1962-ig az Oktatási és Művelődési Minisztérium kiadói részlegének munkatársa, majd az Irodalmi Könyvkiadó magyar szerkesztőségében vezető szerkesztő (1962–69). A Kriterion Könyvkiadó megalakulásától előbb a magyar osztály vezetője, majd főszerkesztője (1969–77). 1977–89 között a Szocialista Művelődési és Nevelési Tanács nemzeti kisebbségi osztályának, majd 1989–90-ben a Művelődési Minisztérium Nemzetiségi Főigazgatóságának vezető munkatársa.

## Műfordításai román nyelvből
- Savin Bratu: Vasile Roaită (Bukarest, 1950. Szász F. Béla néven);
- Emil Gârleanu: Az őz (novellák, Bukarest, 1954. Vári Albert álnéven);
- Ion Istrati: A furfangos tojás (Bukarest, 1954. Vári Albert álnéven);
- C. Petrescu: A szerelem utolsó, a háború első éjszakája (Bukarest, 1969);
- C. Gruia: Mesélő országút (Bukarest, 1969. Szász F. Béla álnéven);
- N. Ştefănescu: Gyilkos jár közöttünk (Bukarest, 1971);
- Al. C. Constantinescu: Csatára, ifjú vitézek (Bukarest, 1979);
- N. Urechia: A szarvasvölgyi tündérek (Bukarest, 1980);
- Három színjáték (Bihari Andrással, Bukarest, 1980);
- Gib. I. G. Mihăescu: Alba hercegnő (Bukarest, 1985).
- G. Călinescu-, E. Gârleanu-, I. M. Sadoveanu-fordításai több antológiában, köztük A román irodalom kis tükre I–IV. köteteiben (Bukarest, 1961–64) is megjelentek.

A Lettres Internationales 1992. nyári száma az ő fordításában közölte román nyelven Nádas Péter Întoarcere acasă című írását.
Szerzője A romániai magyar nemzetiség című kötetben (szerk. Koppándi Sándor, Bukarest, 1981) A romániai magyar könyv c. fejezetnek.